# Aleksander Wieleżyński

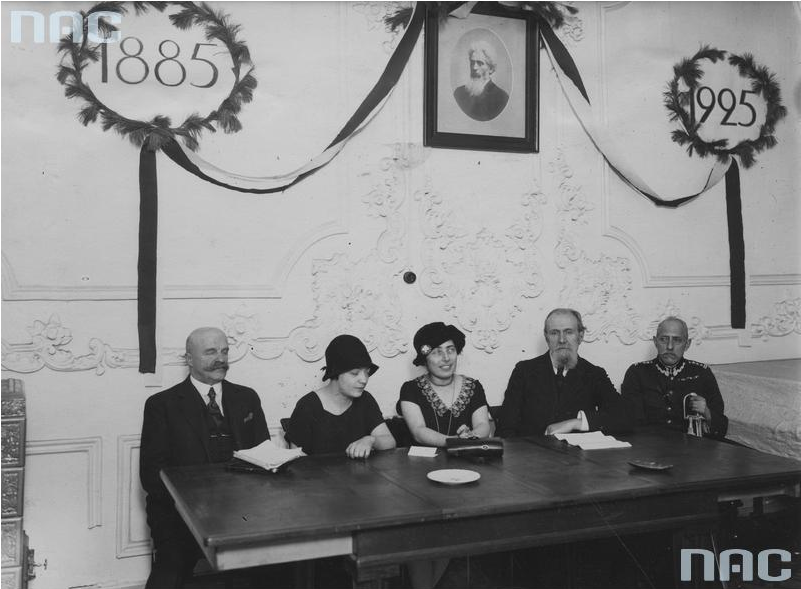
Uroczysta akademia ku czci Władysława Reymonta w sali Związku Literatów i Dziennikarzy, 1926. Aleksander Wieleżyński pierwszy z prawej w mundurze.

Aleksander Wieleżyński (ur. 20 lipca 1874 w Zastawnej, zm. w 1944) – pułkownik uzbrojenia inżynier Wojska Polskiego, działacz niepodległościowy, kawaler Orderu Virtuti Militari.

## Życiorys
Urodził się 20 lipca 1874 w Zastawnej, w ówczesnym powiecie kocmańskim Księstwa Bukowiny, w rodzinie Waleriana (1828–1882) i Marii z domu Knapp (1849–1915). Był starszym bratem Mariana (1879–1945), inżyniera. Uczył się w szkole powszechnej i średniej w Czerniowcach. W roku szkolnym 1887/1888 uczęszczał do klasy IIIb, w roku szkolnym 1888/1889 powtarzał naukę w klasie IIIb, a w roku szkolnym 1890/1891 uczęszczał do klasy Vb tamtejszego c. k. Wyższego Gimnazjum. W latach 1893–1894 odbył obowiązkową służbę wojskową w armii austro-węgierskiej, w charakterze jednorocznego ochotnika. Następnie podjął pracę w biurze technicznym w Wiedniu. W 1897 rozpoczął studia na Wydziale Budowy Dróg i Mostów c. k. Szkoły Politechnicznej we Lwowie. 17 lipca 1903 ukończył studia i uzyskał dyplom inżyniera budowy maszyn. 1 lipca 1905 zdał egzamin nauczyciela na Uniwersytecie Franciszkańskim we Lwowie. W latach 1888–1914 działał w Polskiej Partii Socjalistycznej, organizacji „Promień”, Uniwersytecie Ludowym i Związku Strzeleckim. Był również redaktorem „Promienia”, pisma poświęconego sprawom młodzieży szkolnej. Do 1914 był nauczycielem w szkołach średnich w Tarnowie, Krośnie i Stanisławowie.
W sierpniu 1914 wstąpił do Legionów Polskich i został przydzielony do kadry artylerii. Następnie objął dowództwo I plutonu 1 baterii LP. 29 września 1914 został mianowany chorążym, a 14 marca 1915 awansowany na podporucznika. Walczył w Karpatach, na Wołyniu i nad Stochodem. Do 2 października 1915 służył na stanowisku oficera placu LP w Marmaros-Sziget. Po przeniesieniu II Brygady do Królestwa, został odkomenderowany do 1 pułku artylerii i przydzielony do 1 baterii. 1 listopada 1916 awansował na porucznika. Od 2 do 16 stycznia 1917 uczestniczył w I kursie Szkoły Strzeleckiej Artylerii w Rembertowie, a od 21 maja do 25 sierpnia tego roku jako egzaminator w I kursie Szkoły Podchorążych Artylerii w Górze Kalwarii. We wrześniu 1917, po kryzysie przysięgowym, został zwolniony z Legionów Polskich i na własną prośbę wcielony do armii austro-węgierskiej w szarży ogniomistrza. W armii zaborczej służył do 20 października 1918 i ukończył w niej szkołę oficerów rezerwy.
W listopadzie 1918 w Krakowie wstąpił do 1 pułku artylerii (późniejszego 1 pułku artylerii polowej) i objął w nim dowództwo I dywizjonu. Na wojnie z Ukraińcami walczył pod Lwowem, Przemyślem, Bartatowem i Gródkiem Jagiellońskim. W marcu 1919 został przeniesiony do Ministerstwa Spraw Wojskowych w Warszawie. 7 maja 1919 został przyjęty do Wojska Polskiego z byłych Legionów Polskich, z zatwierdzeniem posiadanego stopnia kapitana i przydzielony z dniem 1 grudnia 1918 do 1 pułku artylerii polowej. 11 czerwca 1920 został zatwierdzony z dniem 1 kwietnia 1920 w stopniu podpułkownika, w artylerii, w grupie oficerów byłych Legionów Polskich. 1 czerwca 1921 pełnił służbę w Departamencie V Ministerstwa Spraw Wojskowych, a jego oddziałem macierzystym był 1 pułk artylerii polowej Legionów. 3 maja 1922 został zweryfikowany w stopniu podpułkownika ze starszeństwem od 1 czerwca 1919 i 3. lokatą w korpusie oficerów uzbrojenia. W latach 1923–1924 był przydzielony do Departamentu III Artylerii i Uzbrojenia MSWojsk. na stanowisko kierownika referatu, pozostając oficerem nadetatowym Okręgowy Zakład Uzbrojenia Nr I. 31 marca 1924 prezydent RP nadał mu stopień pułkownika ze starszeństwem z dnia 1 lipca 1923 i 2. lokatą w korpusie oficerów uzbrojenia. Następnie kontynuował służbę w Departamencie Uzbrojenia MSWojsk.. W listopadzie 1928 został przeniesiony służbowo do Szkoły Zbrojmistrzów w Warszawie na stanowisko dyrektora nauk. W lipcu 1929 został przesunięty na stanowisko komendanta szkoły. W marcu 1931 został przeniesiony do dyspozycji szefa Departamentu Uzbrojenia MSWojsk., a z dniem 31 lipca tego roku w stan spoczynku. W 1934, jako oficer stanu spoczynku pozostawał w ewidencji Powiatowej Komendy Uzupełnień Warszawa Miasto III. Posiadał przydział do Oficerskiej Kadry Okręgowej Nr I. Był wówczas „przewidziany do użycia w czasie wojny”. Po zakończeniu służby wojskowej pracował na stanowisku dyrektora prywatnego gimnazjum. Zmarł w 1944.
W 1914 ożenił się z Adolfiną Gorzycką z domu Szamedówną (zm. 14 czerwca 1925). 6 lutego 1926 poślubił Julię Dickstein (1881–1943), córkę Samuela Dicksteina i Pauliny z Natansonów. W obu związkach nie doczekał się potomstwa.

## Ordery i odznaczenia
- Krzyż Srebrny Orderu Wojskowego Virtuti Militari nr 7545 – 17 maja 1922[28]
- Krzyż Niepodległości – 20 stycznia 1931 „za pracę w dziele odzyskania niepodległości”[29][30][31][32]
- Krzyż Walecznych dwukrotnie[1][33]
- Medal Pamiątkowy za Wojnę 1918–1921[1]
- Medal Dziesięciolecia Odzyskanej Niepodległości[1]